# Cristina Yuri Rebelo dos Santos Costa
Cristina Yuri Rebelo dos Santos Costa (* 24. Oktober 1980 in Dili, Osttimor) ist eine osttimoresische Politikerin. Sie ist Mitglied der FRETILIN.
Costa erhielt ein Stipendium für ein Studium in Australien. Für ihren Abschluss als Master of Business Administration (MBA) erhielt sie eine Auszeichnung. Außerdem schloss sie in Australien ein Studium in Marketing und Öffentliche Beziehungen mit einem Bachelor ab. Costa wurde Beraterin im Wirtschaftsministerium Osttimors und für TradeInvest Timor-Leste, Kommissarin für das Erdgasfeld Greater Sunrise und Direktorin der St. Anthony’s International School.
Bei den Parlamentswahlen 2023 trat Costa auf Platz 15 der Wahlliste der FRETILIN an und gewann einen Sitz im Parlament. Im 6. Nationalparlament Osttimors ist Costa Mitglied des Ausschusses für Wirtschaft und Entwicklung (Kommission D).